# 賭注之劍
《賭注之劍》（剣に賭ける）是一部在1963年上映的時代劇電影。

## 演員表
- 千葉周作：市川雷藏
- 千夜：高千穗ひづる
- 阿鈴：高野通子
- 阿染：萬里昌代
- 寺田七郎太：天知茂
- 寺田兵馬：友田輝
- 了海和尚：加藤嘉
- 淺利又七郎：石黑達也
- 月山坊徹嚴：上田吉二郎
- 高柳又四郎：濱村純
- 平助：水原浩一
- 大雲坊忍劍：橋本力
- 刀屋惣助：寺島雄作

## 製作人員
- 企劃：淺井昭三郎
- 導演：田中德三
- 編劇：八尋不二、淺井昭三郎
- 攝影：武田千吉郎
- 美術：西岡善信
- 照明：岡本健一
- 錄音：長岡榮
- 音樂：齋藤一郎
- 剪輯：菅沼完二
- 副導演：土井茂

## 外部連結
- 剣に賭ける （页面存档备份，存于）（日語）
- 剣に賭ける[永久]（日語）